# Liz Renay
Liz Renay, właśc. Pearl Elizabeth Dobbins (ur. 14 kwietnia 1926 w Chandler w stanie Arizona, USA; zm. 22 stycznia 2007 w Las Vegas w stanie Nevada, USA), amerykańska aktorka.